# Успение Богородично (Църнолевица)
„Успение Богородично“ (на сръбски: Саборна црква Успења Пресвете Богородице) е възрожденска православна църква в свърлишкото село Църнолевица, Сърбия. Част е от Нишката епархия на Сръбската православна църква.

## История
На църквата ясно се виждат две фази на строителство. От първоначалната средновековна църква е останало само олтарното пространство с полукръгла апсида. Предната част, притворът и наосът, са съборени и е построена нови, доста неугледни. По-късно преустройства не са правени, а просто е добавена изцяло нова част с метална входна врата. Старата част е много по-ниска и е изградена от камък и покрита с керемиди. В 1881 година иконостасът на храма е изписан от дебърския майстор Павел Стоянов.